# Domine ad adiuvandum me festina (Vivaldi)
Domine ad adiuvandum me festina, RV 593, és una obra religiosa d'Antonio Vivaldi, un motet sobre el versicle 2 del salm 69 de la Vulgata (salm 70 en la Traducció Interconfessional de La Bíblia) més la doxologia, que forma part de les Vespres. Està escrita en sol major i és per a doble cor a quatre veus i orquestra amb dos oboès, corda i baix continu. El manuscrit, on es detalla in due Cori a 8 con Instrumenti, del Vivaldi, es troba al fons Giordano de la Biblioteca Nacional de Torí, volum 35. Per a Talbot, si hi ha una obra de Vivaldi que mereix ser qualificada de "la més perfecta", és el Domine ad adjuvandum RV 593. El seu curt text és una resposta al versicle "Deus in adjutorium meum intende", que inaugura les Vespres i pertany al conjunt de gran obres de Vivaldi per a doble cor de la dècada del 1720.

## Estructura i anàlisi musical
Té una estructura en tres moviments:
1. Deus in adiutorium meum intende (versicle) - Domine ad adiuvandum me festina (responsori)
2. Gloria Patri et Filio
3. Sicut erat in principio

1) En el primer moviment hi ha el text del versicle 2 del salm 69; és un Allegro en sol major. El text es desplega a partir d'una gran escriptura coral on Vivaldi desenvolupa de manera efectiva el potencial antifonal del doble cor i orquestra. La "pressa" que suggereix la paraula "festina" (en català, "pressa") està molt bé incorporada en les frases musicals que es van intercanviant un cor i l'altre. La instrumentació és:
- cor I (SATB) amb 2 oboès, corda i baix continu
- cor II (SATB) amb corda i baix continu

En el segon i tercer moviment hi ha la part de la doxologia, la fórmula amb què es glorifica Déu (Gloria Patri…) i que apareix normalment al final d'un himne o altre text.
2) Gloria Patri et Filio, és un Andante molto en mi menor. Aquest moviment està escrit per a un solo de soprano que és com un èxtasi i amb un teixit musical elaborat entre els dos conjunts instrumentals, en diàleg permanent. La instrumentació és:
- cor I: soprano solista amb violins I/II, viola i baix continu (sense orgue)
- cor II: violins I/II, viola i baix continu (sense orgue)

3) Sicut erat in principio és un Andante en sol major. Aquesta darrera part de la doxologia és una introducció i una fuga per a un cor sol. Les seves dues seccions queden soldades per la presència de octaves contínues en la base instrumental. El ritme final de la fuga, demostra la capacitat de Vivaldi de crear una sèrie de contrapunts reversibles, cadascun dels quals pot servir de base per als altres. La instrumentació és un cor (SATB) amb 2 oboès, corda i baix continu.

## Text en llatí
És el text del salm 69 de la Vulgata (salm 70):
- V: Deus in adiutorium meum intende.
- R: Domine ad adiuvandum me festina.

Gloria Patri, et Filio: et Spiritui sancto.
Sicut erat in principio, et nunc, et semper: 
et in saecula saeculorum, Amen. Alleluia.